# Ndumiso Mngadi
Ndumiso Mngadi (10 oktober 1994) is een Zuid-Afrikaans betaald voetballer die op het middenveld speelt. Hij speelt voor de Belgische club KAS Eupen.

## Carrière

### Jeugd
Hij werd opgeleid in de ASPIRE Academy.

### KAS Eupen
Nadat de Aspire Academy KAS Eupen overnam, kwamen hij en vele andere Afrikanen bij Eupen terecht. Eupen moet voor hen een springplank zijn naar een grotere club.
Hij maakte zijn debuut voor Eupen in de uitwedstrijd tegen Boussu Dour Borinage.

## Statistieken
| Seizoen         | Club            | Competitie      | Competitie | Competitie | Play-offs | Play-offs | Beker | Beker | Europa | Europa | Totaal | Totaal |
| Seizoen         | Club            | Competitie      | Wed.       | Dlp.       | Wed.      | Dlp.      | Wed.  | Dlp.  | Wed.   | Dlp.   | Wed.   | Dlp.   |
| --------------- | --------------- | --------------- | ---------- | ---------- | --------- | --------- | ----- | ----- | ------ | ------ | ------ | ------ |
| 2012-2013       | KAS Eupen       | Tweede Klasse   | 5          | 0          | 0         | 0         | 0     | 0     | 0      | 0      | 5      | 0      |
| Carrière totaal | Carrière totaal | Carrière totaal | 5          | 0          | 0         | 0         | 0     | 0     | 0      | 0      | 5      | 0      |